# Mea
Mea is een geslacht van vlinders van de familie echte motten (Tineidae).

## Soorten
- M. bipunctella (Dietz, 1905)
- M. incudella Forbes, 1931
- M. skinnerella (Dietz, 1905)
- M. yunquella Forbes, 1931